# Мерячение
Меря́чение (варианты: «мэнерик», «эмиряченье», «меняриченье», «меряченье») — этноспецифическое психическое расстройство, разновидность истерии, характерная для ряда народов Восточной Сибири (якуты, юкагиры, эвенки, буряты) вплоть до второй половины XX века. Отмечалось также среди местных русских.

## Историческая справка
Первые описания относятся к концу XIX века. О данном заболевании упоминал, в частности, польский этнограф В. Л. Серошевский в своей книге «Якуты». Определённый вклад в изучение этого расстройства внёс советский врач и государственный деятель С. И. Мицкевич, на рубеже XIX и XX веков работавший земским врачом в Средне-Колымске; им была написана работа «Мэнерик и эмиряченье. Формы истерии в Колымском крае», выпущенная в Ленинграде в 1929 году. Он же назвал мэнерик «полярной истерией». В англоязычной литературе встречается описание схожего расстройства, которое наблюдалось западными исследователями у эскимосов, живущих в пределах Северного полярного круга; оно также известно под наименованиями англ. «polar hysteria» или англ. «Arctic hysteria». Кроме того, об указанном заболевании говорится в работе этнографа В. Н. Васильева «Краткий очерк инородцев севера Туруханского края» (Ежегодник Русского Антропологического общества. — СПб., 1905—1907).
Исследователи считают возможным говорить о связи мэнерика с шаманизмом. Сами представители упомянутых выше народов считают, что страдающий этим расстройством либо одержим демонами, либо, напротив, «призван служить духам» (если в числе его предков были шаманы).

## Описания
В. Л. Серошевский описывал данное расстройство следующим образом:

«Она проявляется периодически, а иногда вызывается в виде отдельных припадков сильными душевными или физическими страданиями. Больной воет, кричит, причитает, рассказывает небылицы, причем его ломает, сводит, бросает из угла в угол, пока, истощившись, он не уснет. Болезни этой подвержены женщины, особенно страдающие женскими болезнями после замужества или после несчастных родов; подвержены ей мужчины, но редко»— Цит. по: Иванов И. Загадочная болезнь // Медицинская газета. №3 от 16 января 2013 г.
С. И. Мицкевич, говоря о симптоматике заболевания, отмечал, что пациенты жаловались на боли и замирание сердца, спазмы в горле, боли в различных частях тела, позывы к рвоте. Припадки сопровождались судорогами, галлюцинациями, «страстными позами», громкими криками или песнопениями.
П. И. Сидоров и А. Н. Давыдов акцентируют внимание на отличиях мэнерика от эмиряченья. Согласно их представлениям, последнему подвержены преимущественно женщины, и данное расстройство характеризуется в первую очередь повышенной тревожностью больного. Также указанные специалисты поясняют, что среди самих представителей северных народов это состояние не рассматривается как заболевание и воспринимается скорее с юмором.